# ソウルメトロ3000系電車
ソウルメトロ3000系電車（ソウルメトロ3000けいでんしゃ）は、ソウル交通公社（旧：ソウルメトロ）の通勤形電車。首都圏電鉄3号線で使用されている。

## 概要
旧3000系の老朽化に伴う代替車両として1次車(34編成)と2次車(15編成)の計49編成490両が導入された。製造は1次車が現代ロテム、2次車がタウォンシスが担当した。

## 車両概要

### 1次車
1984年の地下鉄3号線開業時から使用されている旧3000系(そのうち改造を施された編成を除く)の置き換え車両として、2009年から計34編成が導入された。そのうち349編成のみ、3号線梧琴駅延伸に伴う増備車として導入されたため、旧3000系348編成からの連番である。
2号線2000系2次車をベースとして製造されており、主電動機も2000系と同じ現代ロテムが開発したKTM-ILS-210CA型(定格出力:210kW、端子電圧:,100V、定格電流:136A、回転数:2,200rpm)を採用。VVVFインバーターは三菱電機の素子を基にした現代ロテム製のIGBT素子VVVFインバーターを採用。車内設備も2000系2次車に準じており、車両間の貫通路にはスイッチ操作式の自動ドアが設置されている。ただし、車体は2000系2次車が2シート工法であるのに対し、3000系1次車では2000系1次車と同じビードプレス工法を採用している。また、2000系2次車では、扉上部に発光ダイオード(LED)を用いる路線図が採用されていたが、3000系1次車では紙の路線図が採用されている。
なお、客室天井部の枕木方向には停車駅案内や動画広告を放映する液晶モニター式情報表示装置（1台あたり表裏計4画面）が1両あたり2台ずつ設置されているが、画面サイズは2000系の17インチから19インチに拡大され、アスペクト比も4:3から16:9に変更された。
2023年から試験的にKTCS-Mを採用した。
2029年までに、トコジラミ防止対策のため座席をプラスチックシートに交換予定であり、2024年に321編成が交換されたことを皮切りに、順次交換が進んでいる。ただし、座席数は7人掛けを維持している。
製造から15年以上経過しているが、目立った老朽化が無く品質も良好である。

### 2次車
残存した旧3000系の中で先頭化改造を施された316編成-320編成・341編成-344編成(計9編成)と、1990年に製造された334編成-335編成・345編成-348編成(6編成)の置き換え用車両として2019年に、2号線に導入された2000系3次車をベースにした2000系5次車、3000系2次車がタウォンシスからセットで受注された。当初は2020年から導入予定であったが、新型コロナウイルス感染症、タウォンシスの人材不足に伴い製造時期が遅れており、2021年6月に第1編成目となる316編成が出場し2022年2月14日から運用開始となり、2022年11月までに全ての旧3000系を置き換えた。
VVVFインバーターは、タウォンシス・KEC製のIGBT素子VVVFインバーター制御となった。
2000系5次車とセットで発注されたため機器設計などは同一設計となっているが、保安装置の方式が2号線と3号線では異なっているほか、外観デザインも大きく異なっており、いくつかの相違点が見られる。
座席はプラスチックシートに変更され、座席も480mmに拡張されたことにより6人掛けと変更され、車体もステンレス車体からアルミ車体へと変更された。なお、車内の液晶ディスプレイも客室天井部の枕木方向から、扉上部のみと変更され、液晶も2画面式とされた。
また、車内貫通路上部に3色の発光ダイオード(LED)が設置された。

## 編成表
ソウル交通公社の編成番号は、4桁の車号のうち号車を意味する百の位を除く3桁で表現する。（例：1号車が3001である編成＝301編成）
|          | ← 梧琴大化 → |              |              |              |              |              |              |              |              |              |        |          |
| 号車     | 1            | 2            | 3            | 4            | 5            | 6            | 7            | 8            | 9            | 10           | 製造年 | 車両形態 |
| 形式     | 3000形       | 3100形       | 3200形       | 3300形       | 3400形       | 3500形       | 3600形       | 3700形       | 3800形       | 3900形       | 製造年 | 車両形態 |
| 区分     | Tc           | M            | M'           | T            | M'           | T1           | T            | M            | M'           | Tc           | 製造年 | 車両形態 |
| 搭載機器 | SIV,CP,BT    | VVVF         | VVVF         |              | VVVF         | SIV,CP,BT    |              | VVVF         | VVVF         | SIV,CP,BT    | 製造年 | 車両形態 |
| 車両番号 | 3001 ： 3015 | 3101 ： 3115 | 3201 ： 3215 | 3301 ： 3315 | 3401 ： 3415 | 3501 ： 3515 | 3601 ： 3615 | 3701 ： 3715 | 3801 ： 3815 | 3901 ： 3915 | 2009年 | 1次車    |
| 車両番号 | 3016 ： 3020 | 3116 ： 3120 | 3216 ： 3220 | 3316 ： 3320 | 3416 ： 3420 | 3516 ： 3520 | 3616 ： 3620 | 3716 ： 3720 | 3816 ： 3820 | 3916 ： 3920 | 2021年 | 2次車    |
| 車両番号 | 3021 ： 3033 | 3121 ： 3133 | 3221 ： 3233 | 3321 ： 3333 | 3421 ： 3433 | 3521 ： 3533 | 3621 ： 3633 | 3721 ： 3733 | 3821 ： 3833 | 3921 ： 3933 | 2009年 | 1次車    |
| 車両番号 | 3034 3035    | 3134 3135    | 3234 3235    | 3334 3335    | 3434 3435    | 3534 3535    | 3634 3635    | 3734 3735    | 3834 3835    | 3934 3935    | 2021年 | 2次車    |
| 車両番号 | 3036 ： 3040 | 3136 ： 3140 | 3236 ： 3240 | 3336 ： 3340 | 3436 ： 3440 | 3536 ： 3540 | 3636 ： 3640 | 3736 ： 3740 | 3836 ： 3840 | 3936 ： 3940 | 2010年 | 1次車    |
| 車両番号 | 3041 ： 3048 | 3141 ： 3148 | 3241 ： 3248 | 3341 ： 3348 | 3441 ： 3448 | 3541 ： 3548 | 3641 ： 3648 | 3741 ： 3748 | 3841 ： 3848 | 3941 ： 3948 | 2022年 | 2次車    |
| 車両番号 | 3049         | 3149         | 3249         | 3349         | 3449         | 3549         | 3649         | 3749         | 3849         | 3949         | 2010年 | 1次車    |

| 凡例 - VVVF -主制御装置 - SIV -静止形インバータ - CP -空気圧縮機 - BT -蓄電池      |
| 備考 - パンタグラフは、M'（3200形、3400形、3800形）に下枠交差形を2基ずつ搭載する。 |

## 配属
- 301~320編成 - 紙杻車両事業所（朝鮮語版）
- 321~349編成 - 水西車両事業所（朝鮮語版）

## 写真

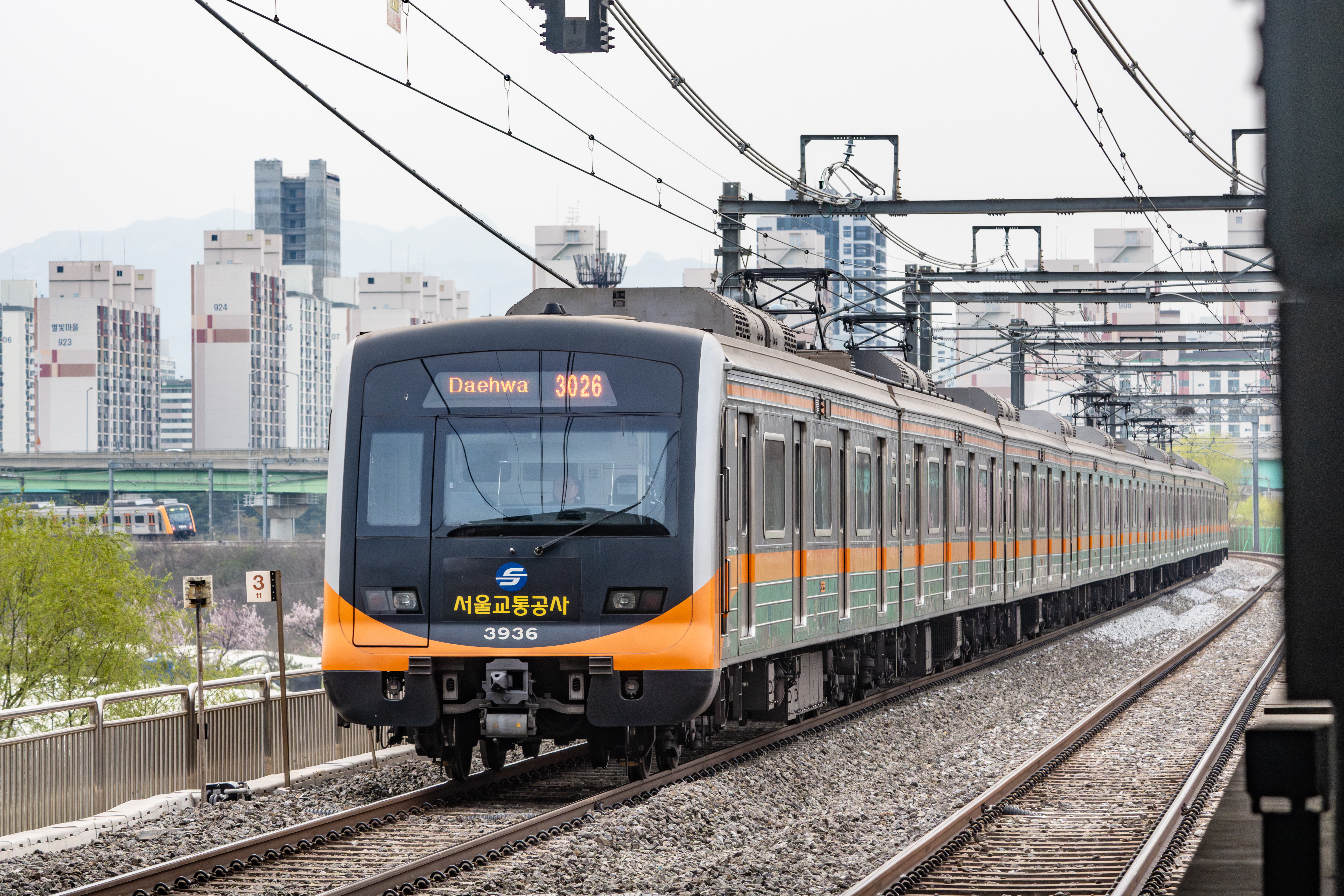
336編成（1次車）
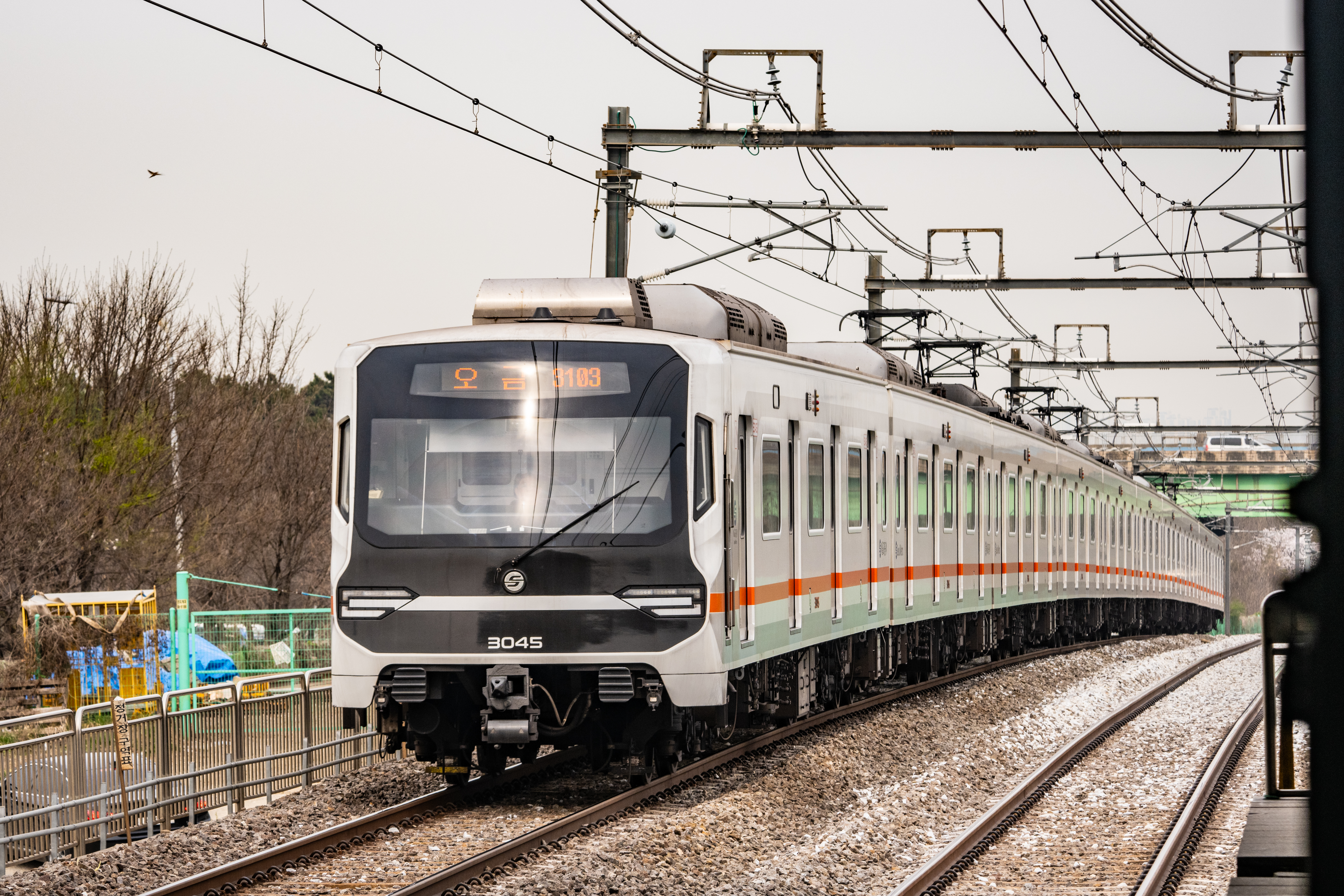
345編成（2次車）
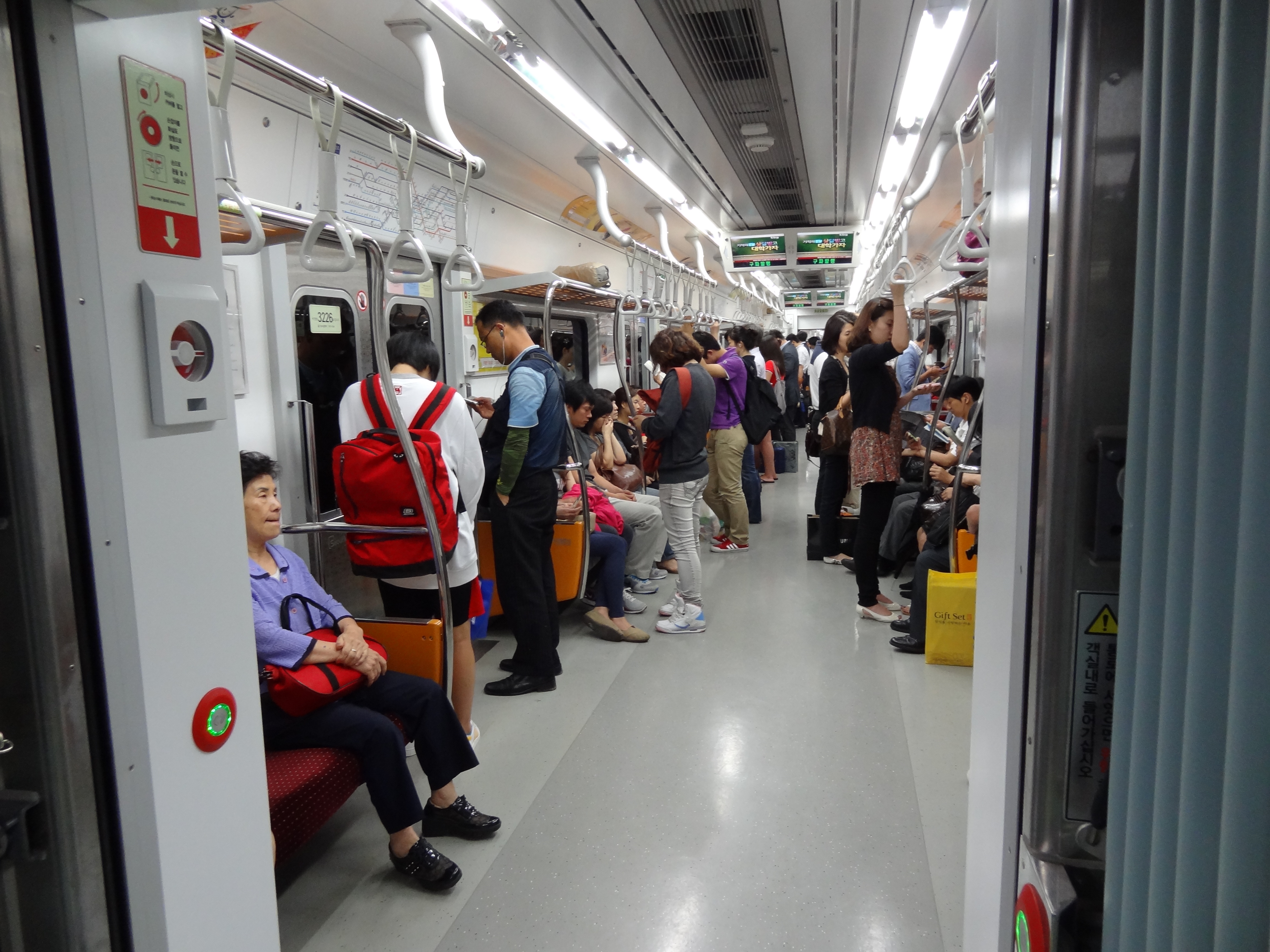
1次車車内
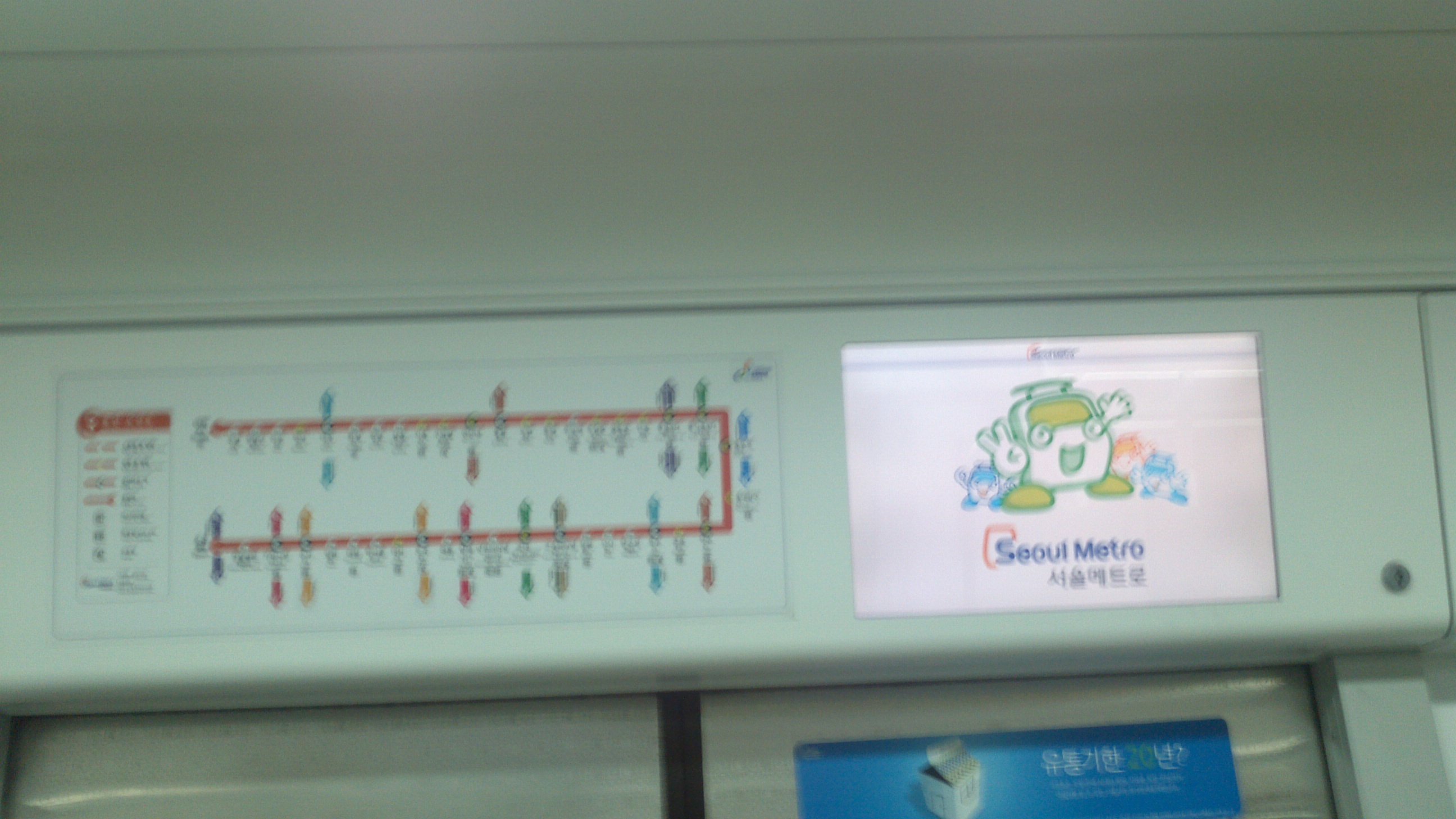
車内LCD
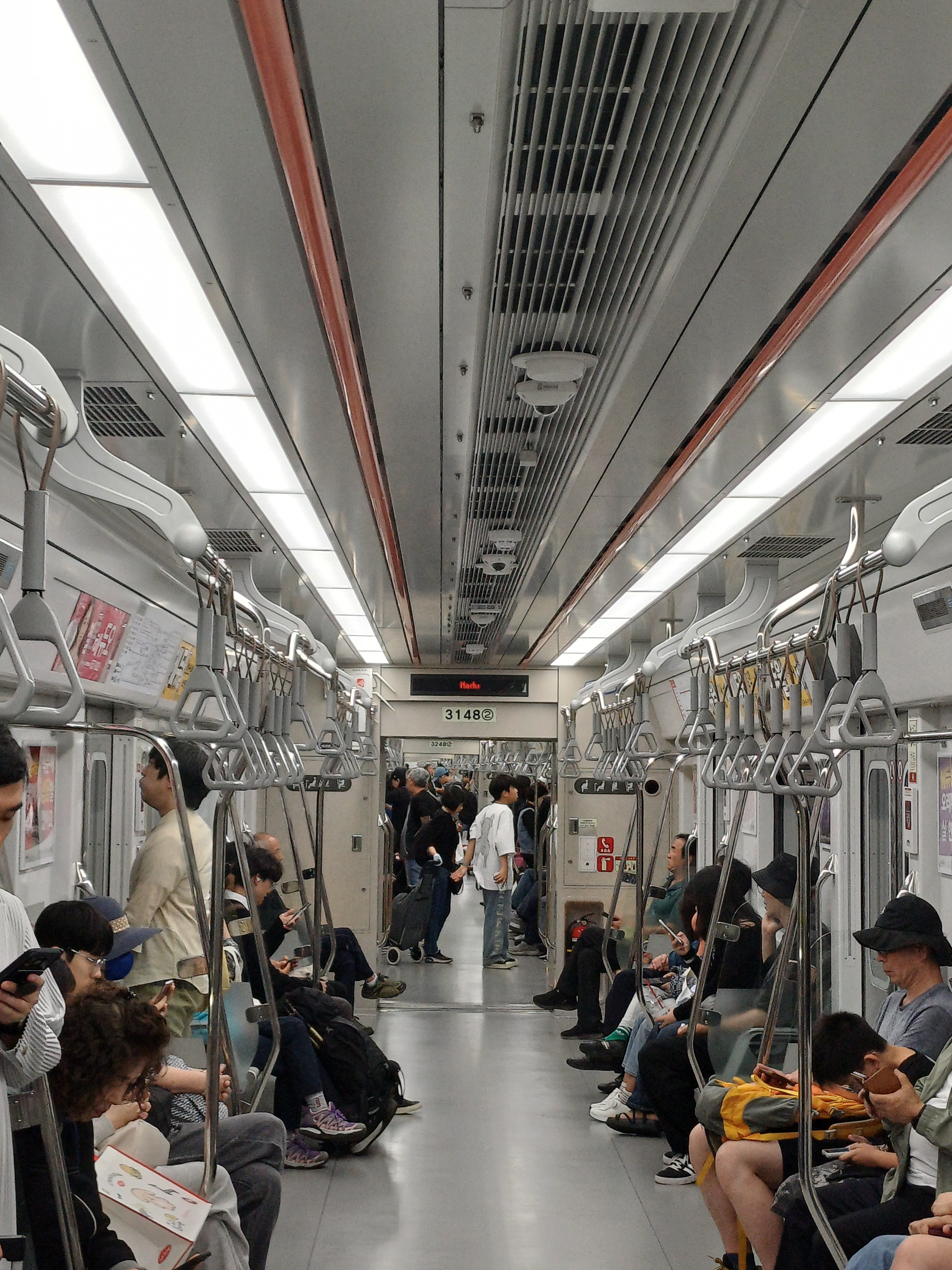
2次車車内